# 姫路市立城陽小学校
姫路市立城陽小学校（ひめじしりつ じょうようしょうがっこう）は、兵庫県姫路市北条にある公立小学校。

## 沿革
- 1912年（明治45年）4月 - 城南村立城陽尋常高等小学校として開校。
- 1935年（昭和10年）10月1日 - 飾磨郡城南村が姫路市に統合されたことに伴い、姫路市立城陽尋常高等小学校と改称。
- 1941年（昭和16年）4月1日 - 国民学校令により、姫路市立城陽国民学校と改称。
- 1945年（昭和20年）7月4日 - 姫路空襲により、校舎全焼。大西要校長が御真影奉還の際、直撃弾を受け殉職。
- 1945年（昭和20年）9月 - 海軍衣糧廠跡で青空教室を開始。
- 1947年（昭和22年）4月1日 - 学制改革により、姫路市立城陽小学校と改称。
- 1999年（平成11年）5月 - 姫路市の姉妹都市・アデレードの市長訪問団が来校。
- 2005年（平成17年）4月 - 肢体不自由児学級を設置。
- 2008年（平成20年）4月 - 特別支援学級（情緒障害）を設置。
- 2011年（平成23年）3月6日‐城陽小学校創立100周年記念式典が執り行われる。
- 2021年（令和3年）4月25日‐第69回兵庫リレーカーニバル小学男子4×100ｍリレー決勝にて、初優勝。

## 通学区域
- 姫路市
  - 北条、北条1丁目、北条宮の町、三左衛門堀東の町、三左衛門堀西の町、北条永良町、北条梅原町、阿保、市之郷、庄田、南条、南条1丁目～3丁目、南駅前町、豊沢町、三条町1丁目、佃町

卒業生は基本的に姫路市立山陽中学校へ進学する。

## 周辺
- 神戸地方裁判所姫路支所・姫路簡易裁判所
- 姫路北条郵便局
- まねき食品本社
- 御座候本社

## アクセス
- JR西日本姫路駅南口から南東へ900m。

## 通学区域が隣接している学校
- 姫路市立手柄小学校
- 姫路市立高浜小学校
- 姫路市立糸引小学校
- 姫路市立四郷学院
- 姫路市立花田小学校
- 姫路市立東小学校
- 姫路市立城東小学校
- 姫路市立白鷺小中学校

## 著名な出身者
- 加藤洸稀（プロ野球選手）

## 教諭による体罰問題
同校の特別支援学級の40歳代の男性教諭が、2018年から2021年にかけて、学級の児童6人に対し、プールに放り込んだり、腕を掴んで引き回したり、「生きる価値なし」などの暴言を繰り返し行った。被害児童のうち2人は、これが元で心的外傷後ストレス障害(PTSD)の症状を訴えるようになった。当該の教諭はその後懲戒免職となったが、2023年12月18日に、児童2人の保護者らが、姫路市教育委員会に対し、計2,000万円の損害賠償を求め、神戸地方裁判所姫路支部に提訴した。